# Aeroporto di Lubiana-Brnik
L'Aeroporto di Lubiana-Brnik (IATA: LJU, ICAO: LJLJ), anche conosciuto come Aeroporto di Lubiana-Jože Pučnik (in sloveno: Letališče Jožeta Pučnika Ljubljana), è l'aeroporto principale della città di Lubiana, capitale della Slovenia, ed è il più frequentato degli aeroporti sloveni. Esso è localizzato a circa 26 km a nord di Lubiana e a circa 11 a sud di Kranj sulla strada verso Mengeš. Ha una pista asfaltata da 3 300 metri. L'aeroporto venne inaugurato il 24 dicembre 1963.
L'8 dicembre 2004 superò per la prima volta il milione di passeggeri annui, nel 2018, sono transitati per l'aeroporto 1 812 411 passeggeri.
Il 7 giugno 2007 il governo sloveno ha deciso di intitolare lo scalo Jože Pučnik, leader della lega dissidente anticomunista DEMOS. La nuova denominazione è entrata in vigore ufficialmente il 9 luglio al momento della riapertura del rinnovato Terminal 1.
L'aeroporto è servito dall'autostrada A2, che lo collega rapidamente con la capitale, e da linee di autobus sia con Lubiana che con Kranj. È in progetto anche una linea ferroviaria per Lubiana.

## Traffico
| Anno            | Passeggeri | Incremento | Cargo (t) | Incremento | Decolli/Partenze | Incremento |
| --------------- | ---------- | ---------- | --------- | ---------- | ---------------- | ---------- |
| 1964            | 78,179     | /          | 88        | /          | 2,343            | /          |
| 1965            | 133,184    | 70%        | 177       | 101%       | 3,180            | 36%        |
| 1966            | 136,584    | 3%         | 235       | 33%        | 4,099            | 29%        |
| 1967            | 136,665    | 0%         | 306       | 30%        | 4,479            | 9%         |
| 1968            | 68,303     | 50%        | 304       | 1%         | 3,807            | 15%        |
| 1969            | 96,108     | 41%        | 1,068     | 251%       | 4,474            | 18%        |
| 1970            | 171,503    | 78%        | 1,879     | 76%        | 5,728            | 28%        |
| 1971            | 273,946    | 60%        | 2,288     | 22%        | 6,509            | 14%        |
| 1972            | 275,460    | 1%         | 3,016     | 32%        | 8,525            | 31%        |
| 1973            | 367,872    | 34%        | 4,578     | 52%        | 8,633            | 1%         |
| 1974            | 668,599    | 82%        | 7,210     | 57%        | 13,123           | 52%        |
| 1975            | 553,565    | 17%        | 7,376     | 2%         | 11,645           | 11%        |
| 1976            | 528,490    | 5%         | 5,922     | 20%        | 10,797           | 7%         |
| 1977            | 541,592    | 2%         | 6,179     | 4%         | 10,964           | 2%         |
| 1978            | 475,242    | 12%        | 5,758     | 7%         | 8,941            | 18%        |
| 1979            | 661,254    | 39%        | 7,602     | 32%        | 12,397           | 39%        |
| 1980            | 581,103    | 12%        | 6,085     | 20%        | 11,312           | 9%         |
| 1981            | 659,465    | 13%        | 7,328     | 20%        | 11,805           | 4%         |
| 1982            | 627,931    | 5%         | 6,627     | 10%        | 10,870           | 8%         |
| 1983            | 595,260    | 5%         | 6,808     | 3%         | 9,743            | 10%        |
| 1984            | 623,588    | 5%         | 7,356     | 8%         | 10,050           | 3%         |
| 1985            | 668,285    | 7%         | 6,751     | 8%         | 11,624           | 16%        |
| 1986            | 785,281    | 18%        | 7,507     | 11%        | 12,518           | 8%         |
| 1987            | 886,281    | 13%        | 7,450     | 1%         | 14,038           | 12%        |
| 1988            | 835,206    | 6%         | 7,261     | 3%         | 13,716           | 2%         |
| 1989            | 725,064    | 13%        | 6,752     | 7%         | 14,296           | 4%         |
| 1990            | 765,033    | 6%         | 5,878     | 13%        | 16,253           | 14%        |
| 1991            | 347,583    | 55%        | 4,662     | 21%        | 8,794            | 46%        |
| 1992            | 248,851    | 28%        | 5,074     | 9%         | 8,861            | 1%         |
| 1993            | 402,563    | 62%        | 8,420     | 66%        | 12,898           | 46%        |
| 1994            | 497,456    | 24%        | 9,881     | 17%        | 15,821           | 23%        |
| 1995            | 638,268    | 28%        | 10,499    | 6%         | 17,868           | 13%        |
| 1996            | 668,532    | 5%         | 9,294     | 11%        | 18,190           | 2%         |
| 1997            | 713,696    | 7%         | 10,161    | 9%         | 20,279           | 11%        |
| 1998            | 786,600    | 10%        | 10,953    | 8%         | 25,723           | 27%        |
| 1999            | 895,540    | 14%        | 11,093    | 1%         | 27,219           | 6%         |
| 2000            | 991,693    | 11%        | 12,396    | 12%        | 29,965           | 10%        |
| 2001            | 894,130    | 10%        | 12,403    | 1%         | 29,050           | 3%         |
| 2002            | 872,966    | 2%         | 12,021    | 3%         | 28,751           | 1%         |
| 2003            | 928,397    | 6%         | 12,080    | 1%         | 31,737           | 10%        |
| 2004            | 1,048,238  | 13%        | 11,780    | 2%         | 35,502           | 12%        |
| 2005            | 1,218,896  | 16%        | 11,560    | 2%         | 37,767           | 6%         |
| 2006            | 1,334,355  | 9%         | 15,309    | 32%        | 40,991           | 9%         |
| 2007            | 1,524,028  | 14%        | 21,717    | 42%        | 46,517           | 13%        |
| 2008            | 1,673,050  | 10%        | 17,188    | 21%        | 47,926           | 3%         |
| 2009            | 1,433,855  | 14%        | 14,333    | 17%        | 45,492           | 5%         |
| 2010            | 1,388,651  | 3%         | 17,310    | 21%        | 42,569           | 6%         |
| 2011            | 1,369,485  | 1%         | 19,659    | 14%        | 39,267           | 8%         |
| 2012            | 1,198,911  | 12%        | 17,031    | 13%        | 35,019           | 11%        |
| 2013            | 1,321,153  | 10%        | 17,777    | 4%         | 33,112           | 5%         |
| 2014            | 1,338,619  | 1.3%       | 18,983    | 6.8%       | 31,405           | 5.0%       |
| 2015            | 1,464,579  | 9,4%       | 18,852    | 0.07%      | 32,894           | 1,5%       |
| 2016            | 1,411,476  | 3,7%       | 19,802    | 5%         | 32,701           | 0,06%      |
| 2017            | 1,688,558  | 22.7%      | 24,314    | 18.7%      | 34,444           | 5.3%       |
| 2018            | 1,818,229  | 7.6%       | 25,907    | 6.5%       | 35,512           | 3.1%       |
| 2019            | 1,721,355  | 5.0%       | 24,874    | 8.2%       | 31,489           | 11.3%      |
| 2020            | 288,235    | 83.3%      | 10,559    | 57.5%      | 12,980           | 58.8%      |
| 2021            | 430,943    | 49.5%      | 17,461    | 65.3%      | 11,401           | 12.1%      |
| 2022            | 970,152    | 115.1%     | 12,480    | 28.5%      | 21,571           | 23.5%      |
| Source: Fraport |            |            |           |            |                  |            |

### Rotte più trafficate
| Citta             | Aeroporti                                                              | Partenze settimanali | Compagnia                          |
| ----------------- | ---------------------------------------------------------------------- | -------------------- | ---------------------------------- |
| Francoforte       | Aeroporto di Francoforte sul Meno                                      | 21                   | Adria Airways                      |
| Zurigo            | Aeroporto di Zurigo                                                    | 20                   | Adria Airways                      |
| Londra            | Stansted, Luton e Gatwick                                              | 17                   | EasyJet, Wizz Air                  |
| Bruxelles         | Aeroporto di Bruxelles-National e Aeroporto di Charleroi-Bruxelles Sud | 15                   | Adria Airways, Wizz Air            |
| Istanbul          | Aeroporto di Istanbul-Atatürk                                          | 14                   | Turkish Airlines                   |
| Monaco di Baviera | Aeroporto di Monaco di Baviera                                         | 14                   | Adria Airways                      |
| Parigi            | Aeroporto di Parigi Charles de Gaulle                                  | 14                   | Adria Airways, Hop!                |
| Vienna            | Aeroporto di Vienna-Schwechat                                          | 13                   | Adria Airways                      |
| Belgrado          | Aeroporto di Belgrado-Nikola Tesla                                     | 12                   | Air Serbia                         |
| Skopje            | Aeroporto Internazionale di Skopje                                     | 12                   | Adria Airways                      |
| Tirana            | Aeroporto di Tirana                                                    | 11                   | Adria Airways                      |
| Varsavia          | Aeroporto di Varsavia-Chopin                                           | 11                   | Adria Airways, LOT Polish Airlines |

## Piani di espansione
Grazie al forte incremento di traffico aereo degli ultimi anni e dell'entrata della Slovenia nell'Unione Europea, con le normative relative agli accordi di Schengen che costringono a separare il traffico intra Schengen con quello extra Schengen, l'aeroporto si è trovato nella necessità di costruire un nuovo terminal passeggeri. La costruzione viene prevista in due fasi distinte.
La prima fase è iniziata nel luglio 2007 al fine di far adeguare la Slovenia allo spazio di Schengen entro il dicembre dello stesso anno. Il terminal esistente (T1) venne ampliato e rinnovato; è stato innalzato di un piano la costruzione dedicata alle partenze, nel quale sono state installate 4 passerelle per l'accesso agli aerei. Questa struttura è stata quindi collegata tramite passaggio pedonale con l'area del secondo terminal (T2). Questa nuova superficie ha consentito di separare il traffico secondo quando previsto dagli accordi comunitari di Schengen.
La seconda fase, che è nella seconda parte del 2008, prevede il completamento del T2. L'edificio sarà costruito alla destra del vecchio T1 e permetterà di aggiungere altre 40 postazioni per il check-in.
La struttura sarà completata con spazi di servizio per agenzie di viaggi, sedi di aerolinee, ristoranti e negozi. La capacità del T2 sarà di 850 partenze e 850 arrivi al giorno. Il T2 sarà dedicato al traffico proveniente dalla zona Schengen, mentre il traffico extra-Schengen sarà destinato al vecchio terminal T1. La costruzione si è conclusa nel 2010. Le aree del T1 non più utilizzate verranno riconvertite ad uso commerciale.